# Notker Balbulus
Notker Balbulus vagy Dadogós Notker (más néven Notker, a költő vagy St. Gallen-i Notker; 840 körül – 912. április 6.) latin nyelven író középkori frank költő, zenész, St. Gallen-i bencés szerzetes. Őt tartják a Nagy Károly életéről szóló könyv (De Carolo Magno) szerzőjének.

## Élete
840 körül született a svájci Sankt Gallen kantonban. Maga úgy tartotta, hogy valahol a Thur folyó mellett született, Jonschwilben, néhány forrás Elgget gyanítja születési helyeként. Tuotilóval (850 körül – 915 körül) tanult együtt a Sankt Gallen-i kolostor iskolájában, Iso és Moengall tanítványaként. Abban a kolostorban lett szerzetes, és 890 körül már könyvtárosként említik. 912-ben halt meg. 1513-ban pápai megbízás alapján konstanzi Hugó püspök boldoggá avatta.

## Munkái
Ő egészítette ki Erchanbert munkáit, a st. galleni szerzetesek életéről szóló munkát időrendi sorrendbe szervezte. 881-887 között írta meg művét, a Liber hymnorumot, a Himnuszok könyvét, a szekvenciák egy korai változatát, melyeket ő himnuszoknak nevezett.

## Magyarul megjelent művei
- A dadogó Notker karácsonyi szekvenciája In: Babits Mihály: Amor Sanctus – A középkor latin himnuszai, Magyar Szemle Társaság, Budapest, 1933, 90–94. o.
- Pünkösdi szekvencia In: Sík Sándor: Himnuszok könyve, Szent István Társulat, Budapest, 1943, 219–223. o.